# 平陵街道
平陵街道，是中华人民共和国广东省惠州市龙门县下辖的一个乡镇级行政单位。

## 行政区划
平陵街道下辖以下地区：
平陵社区、光镇村、晨光村、隘子村、平陵村、祖塘村、路滩村、黄沙村、小塘村、大围村、竹龙村、洞尾村、翁坑村、山下村和岭背村。